# Ericoalefa
Ericoalefa ist ein osttimoresischer Ort im Suco Seloi Craic (Verwaltungsamt Aileu, Gemeinde Aileu).

## Geographie und Einrichtungen
Der Weiler Ericoalefa liegt im Süden der Aldeia Leobraudu auf einer Meereshöhe von 1128 m. Durch das Dorf führt die Überlandstraße von Aileu nach Turiscai, die 200 Meter nördlich des Weilers im Dorf Darhai auf die Überlandstraße aus Gleno trifft. Weiter nördlich folgt das Dorf Sarlala, dessen Grundschule zwei Kilometer entfernt von Ericoalefa in der Aldeia Faularan steht. Südöstlich befindet sich im Suco Seloi Malere etwa 2,5 Kilometer entfernt das Dorf Saril (Aldeia Hularema).
In Ericoalefa befindet sich der Sitz der Aldeia Leobraudu.